# Grzegorz Łomacz
Grzegorz Łomacz (Ostrołęka, 1 de outubro de 1987) é um jogador de voleibol polonês que atua na posição de levantador.

## Carreira
Łomacz é membro da seleção polonesa de voleibol masculino. Em 2016, representou seu país nos Jogos Olímpicos no Rio de Janeiro, que ficou em sétimo lugar.

## Títulos
Jastrzębski Węgiel
- Copa da Polônia: 2009–10

Skra Bełchatów
- Campeonato Polonês: 2017–18
- Supercopa Polonesa: 2017, 2018

Seleção Polonesa
- Campeonato Europeu Sub-18: 2015

## Clubes
| Anos      | Clube                                         |
| --------- | --------------------------------------------- |
| 2006–2007 | J.W. Construction AZS Politechnika Warszawska |
| 2007–2011 | Jastrzębski Węgiel                            |
| 2011–2014 | LOTOS Trefl Gdańsk                            |
| 2014–2017 | Cuprum Lubin                                  |
| 2017–     | PGE GiEK Skra Bełchatów                       |